# Netelia fuscicornis
Netelia fuscicornis là một loài tò vò trong họ Ichneumonidae.